# Nevada State Route 375
La State Route 375 ( SR 375 ) è una autostrada statale posta nel centro-sud dello Stato del Nevada negli Stati Uniti. L'autostrada si estende per 98 miglia (158 km) dalla Strada Statale 318 a Crystal Springs. Il percorso attraversa per gran parte della sua estensione porzioni di terreno desertico non occupato da attività umane, con gran parte del suo allineamento parallelo al confine settentrionale della Nellis Air Force Base. 

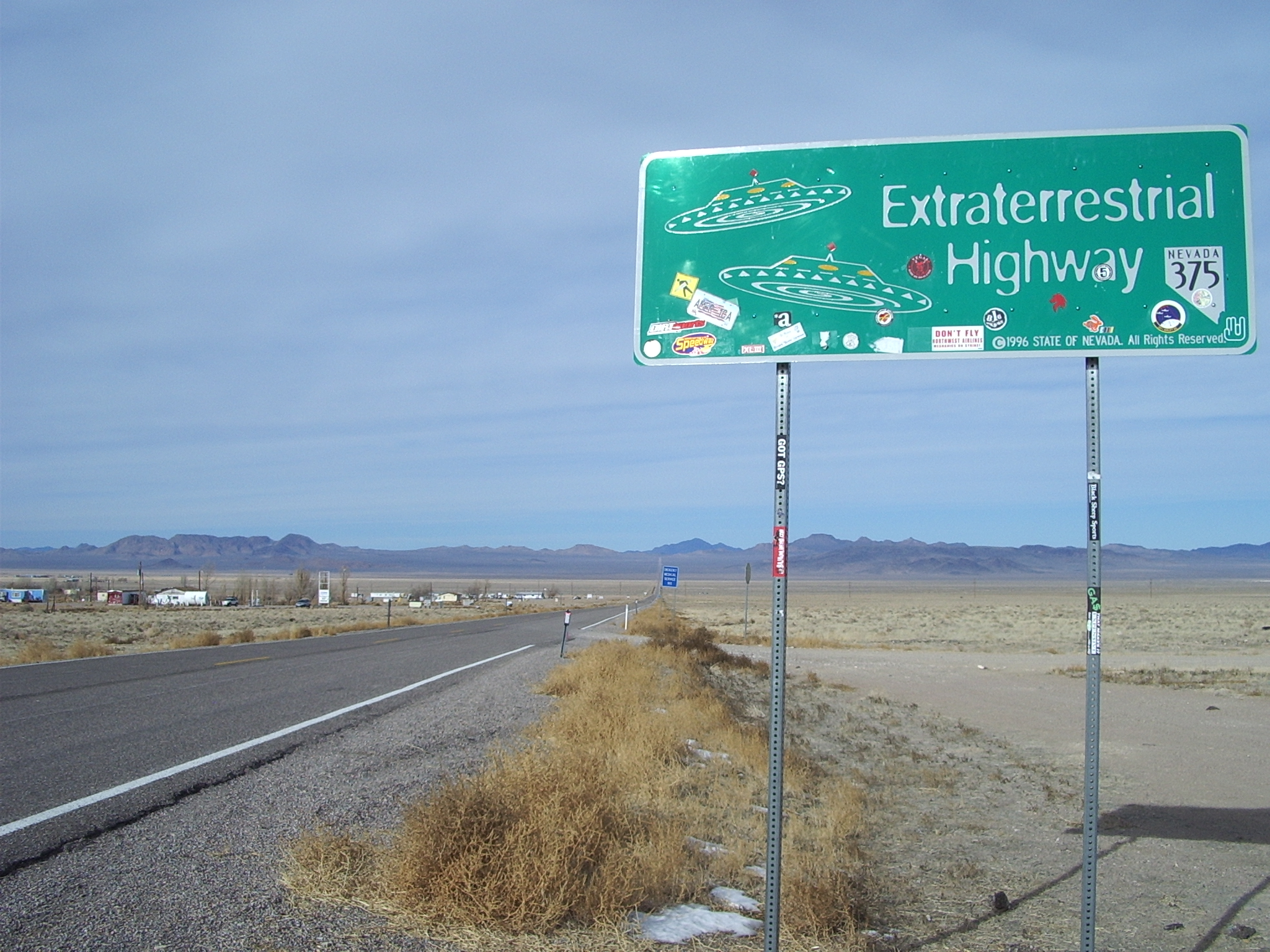
Cartello indicatore

L'area top-secret denominata da molti teorici del complotto "Area 51" è vicino alla SR 375, e molti viaggiatori hanno segnalato UFO osservazioni e altre strane attività lungo questa strada. Queste storie hanno indotto lo Stato a designare ufficialmente il percorso come l'Extraterrestrial Highway nel 1996. La piccola città di Rachel, che si trova vicino al centro della strada, si rivolge ai turisti, Geocachers, e persone in cerca di UFO con numerose attività ricettive a tema ufologico. Nonostante la presenza di modesta attività turistica, la SR 375 è una strada poco trafficata.